# RIM-116 램

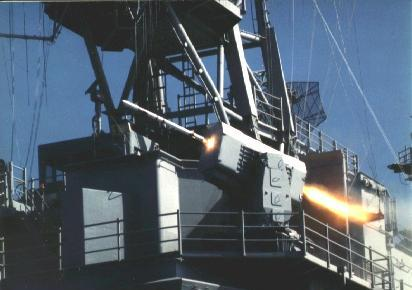
RIM-116 실험 발사

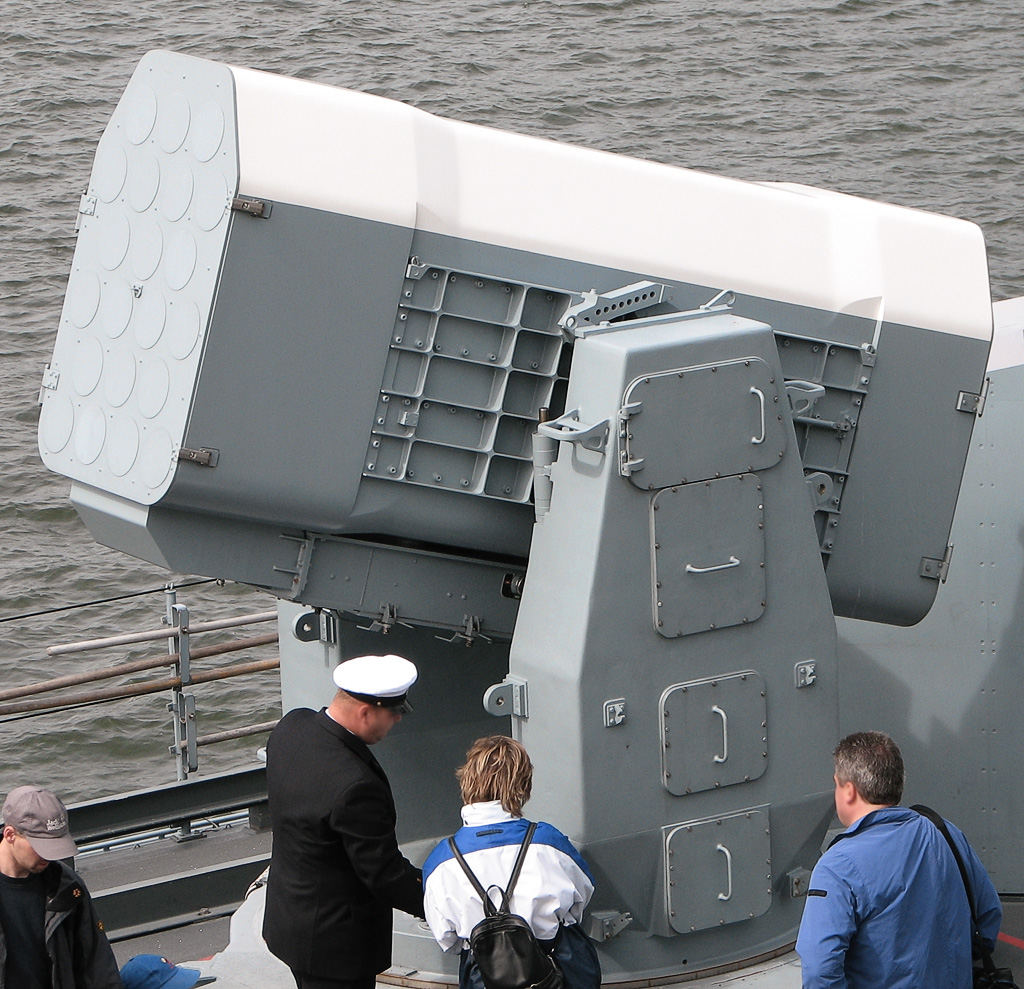
Gepard급 고속 미사일정 Wiesel에 탑재된 램 발사대

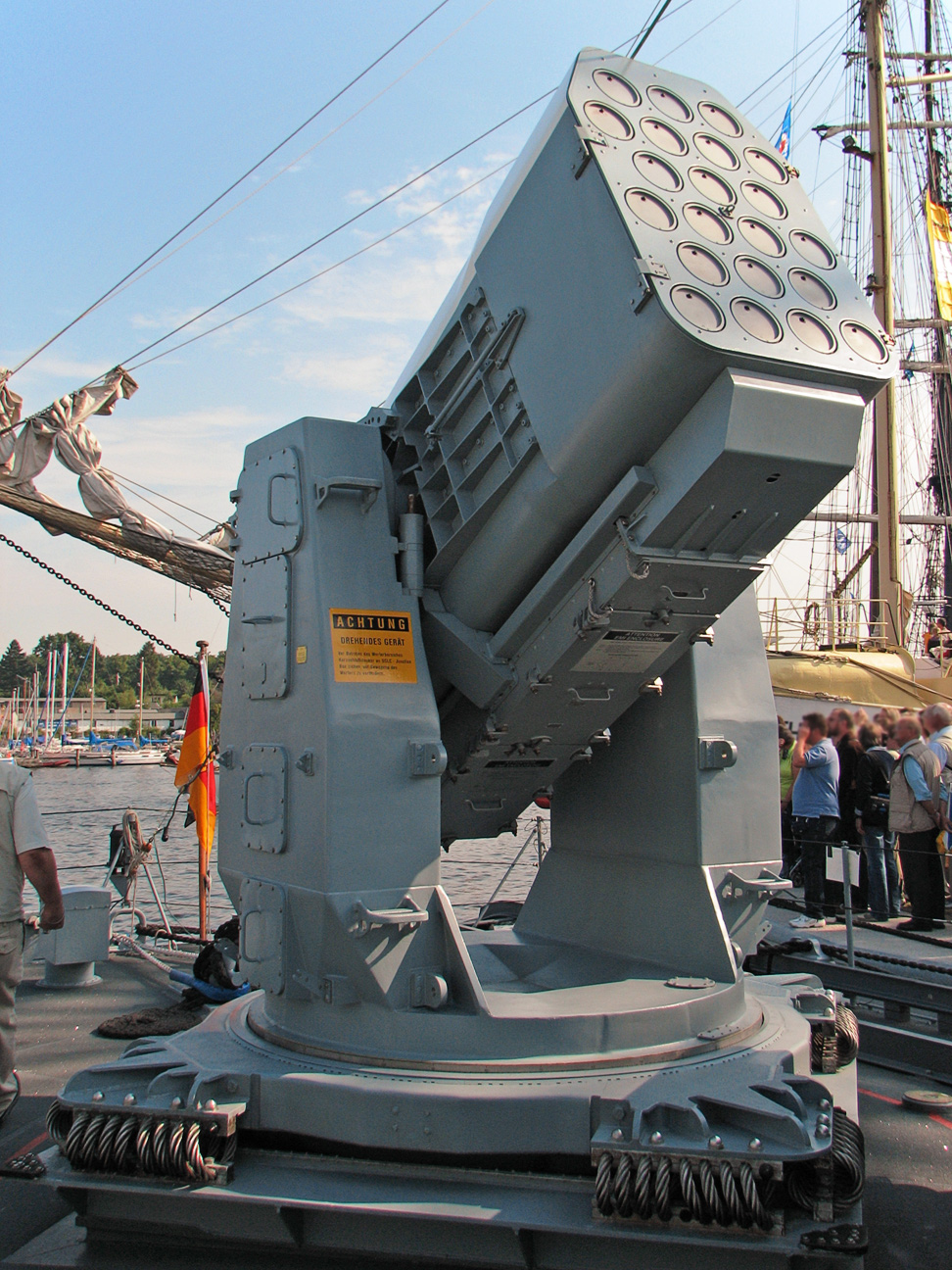
독일 해군의 고속 미사일정 Ozelot에 탑재된 램 발사대

RIM-116 램(RAM: Rolling Airframe Missile)은 미국 해군, 터키 해군, 독일 해군, 대한민국 해군, 그리스 해군에서 사용하는 소형, 경량, 적외선 유도 지대공 미사일이다. 원래 대함, 순항 미사일을 방어하기 위해 개발되었다.
군함에 장착하는 Mk-49 발사대는 설치중량이 5,777 kg이다. 21발의 미사일을 탑재한다.

## 파생형

### 블록0
블록0은 AIM-9 사이드와인더 공대공 미사일을 기반으로 개발되었다. 모터, 퓨즈, 탄두를 그대로 가져왔다. 초기유도는 적 대함미사일이 발사하는 액티브 레이다 신호를 포착해 역추적한다. 종말유도는 FIM-92 스팅어 대공미사일의 적외선 시커를 사용한다. 95%의 명중률을 보였다.

### 블록1
전체 유도를 적외선 유도만으로 가능하게 했다. 액티브 레이다 신호를 발사하지 않는 적 대함미사일을 요격하기 위해서다. 블록0의 유도기능도 그대로 탑재했다.

### 블록2
고기동을 하는 적 대함미사일을 요격할 수 있게 업그레이드 되었다.

### HAS 모드
독일과의 협정에 따라, 헬기, 항공기, 지상 목표물에 대한 공격이 가능해졌다. 블록1에 소프트웨어 교체만으로 가능하다.

### 시램
시램은 팰렁스 CIWS의 레이다와 광학추적기에 연동한다. 따라서, 작은 수상함에도 램 설치가 가능해졌다.

## 제원 (Block 1)
- 주용도: 함대공미사일
- 계약자: 레이시온, Diehl BGT Defence
- 길이: 2780 mm
- 직경: 127 mm
- 날개 폭: 445 mm
- 속도: 마하 2.0 이상
- 탄두중량: 11.3 kg 파편 폭풍형 탄두
- 발사중량:: 73.5 kg
- 사거리: 9~12 km
- 유도 시스템: 3가지 모드
  - 패시브 라디오 모드/적외선 유도 모드
  - 적외선 유도 모드
  - 패시브 라디오 모드와 적외선 유도 모드의 듀얼 모드
- 단가: $444,000
- 실전배치: 1992년

## 운용 국가
- 미국
- 독일
- 대한민국
- 그리스
- 튀르키예
- 이집트
- 아랍에미리트

### 대한민국
2008년 5월에 계약이 체결되어 국산화가 시작되었다. 2009년 10월 19일 LIG넥스원은 구미공장에서 양산 1호기를 출고했다. 레이시온의 기술이전으로 국산화를 완료했으며, 자체 수출도 가능하도록 라이센스를 받았다. 최대사거리 12 km이다.
2011년까지 충무공이순신급 구축함, 세종대왕급 구축함, 독도함, 인천급 호위함에 실전배치 된다.

## 같이 보기
- 아이언 돔
- 사이드와인더 미사일